# Зоотехнія
Зоотехнія (від дав.-гр. ζῷον — тварина, жива істота і τέχνη — мистецтво, майстерність) — наука про розведення, годування, догляд, утримання та використання сільськогосподарських тварин. Зоотехнія — наукова основа тваринництва.
Завданням зоотехнії є розробка і впровадження заходів, спрямованих на одержання якнайбільшої кількості високоякісної продукції тваринництва (молока, м'яса, яєць, вовни, шкіряної сировини та іншого) при
найменших затратах кормів, праці і коштів.
Зоотехнік і зооінженер — спеціалісти в галузі зоотехнії, висококваліфіковані тваринники. Водночас слово «технік» вказує на кваліфікацію, отриману в середньому спеціальному навчальному закладі (технікумі, коледжі), а «інженер» — у виші (інституті, сільскогосподарській академії). Зоотехнік уживається і для загальної форми — працівник у галузі зоотехнії.
Зоотехнію поділяють на загальну та спеціальну.
Загальна зоотехнія займається проблемами тваринництва загалом, розробляє принципи розведення і генетики, годівлі і кормовиробництва, утримання різних видів і порід сільськогосподарських тварин, технічного забезпечення процесів виробництва, гігієни і раціонального проектування споруд та іншими питаннями.
Спеціальна зоотехнія вивчає окремі види сільськогосподарських тварин та займається питаннями технології виробництва продукції, отриманої від конкретного виду тварин (тваринництво, звірівництво, свинарство, конярство, вівчарство, птахівництво, кролівництво, бджільництво, рибництво, шовківництво та інші).
Людина почала займатися змінами природи тварин після одомашнення тварин і розведення їх у неволі. Як самостійна наука зоотехнія почала розвиватися у XVIII столітті. Великий вплив на
розвиток зоотехнії мали праці Чарльза Дарвіна. Основи сучасної зоотехнічної науки заклали Микола Чирвинський, П. М. Кулєшов, М. І. Придорогін, Є. А. Богданов, Михайло Іванов, Ю. Ф. Лискун та інші. Значний вклад у розвиток зоотехнії внесли українські вчені П. Й. Широких, О. П. Бондаренко, Ф. О. Рюриков, О. О. Браунер, О. Й. Карунський, В. П. Устьянцев, О. М. Макаров, І. В. Бельговський, О. В. Квасницький, М. І. Холевчук та інші.
Вперше у світі практику штучного осіменіння сільськогосподарських тварин розроблено і запроваджено в СРСР.
Сучасна зоотехнія базується на досягненнях біологічних (зокрема генетики), технічних і економічних наук, тісно пов'язана з ветеринарією, агрономією, організацією сільськогосподарського виробництва та іншими галузями.
Наукова робота із зоотехнії проводиться в науково-дослідних інститутах, на зоотехнічних факультетах вишів, на дослідних станціях і безпосередньо в господарствах. Питання зоотехнії висвітлюються в журналах
«Тваринництво України» та інших спеціалізованих виданнях.